# ライニッケンドルフ区
ライニッケンドルフ区 (ライニッケンドルフく、Bezirk Reinickendorf) は、ドイツの首都・ベルリン特別市北西部にある行政区 (Bezirk) である。
ベルリン・テーゲル空港やテーゲル湖がある。

## 歴史
ライニッケンドルフの名前は、1230年頃にこの地域に居住した農民、ラインハルト Reinhardt に遡る。
1877年にベルリン北部線が敷設され、19世紀に大きく人口が増加した。
なおここには世界遺産に登録されているベルリンのモダニズム集合住宅群に含まれるヴァイセ・シュタット（白の都市）がある。オットー・ルドルフ・サルフィスベルクが設計し、1928年に建設された。

ヴァイセ・シュタット
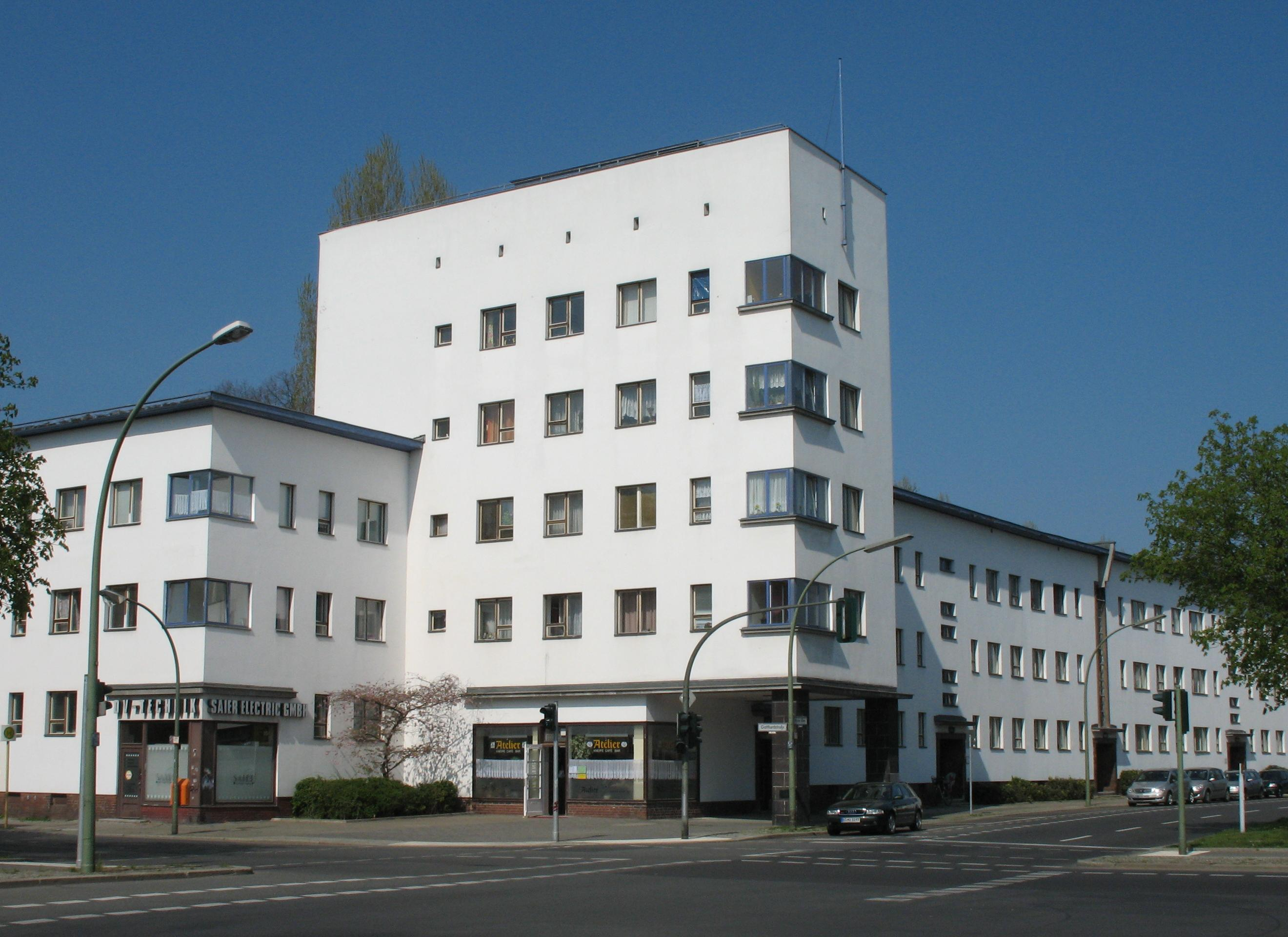
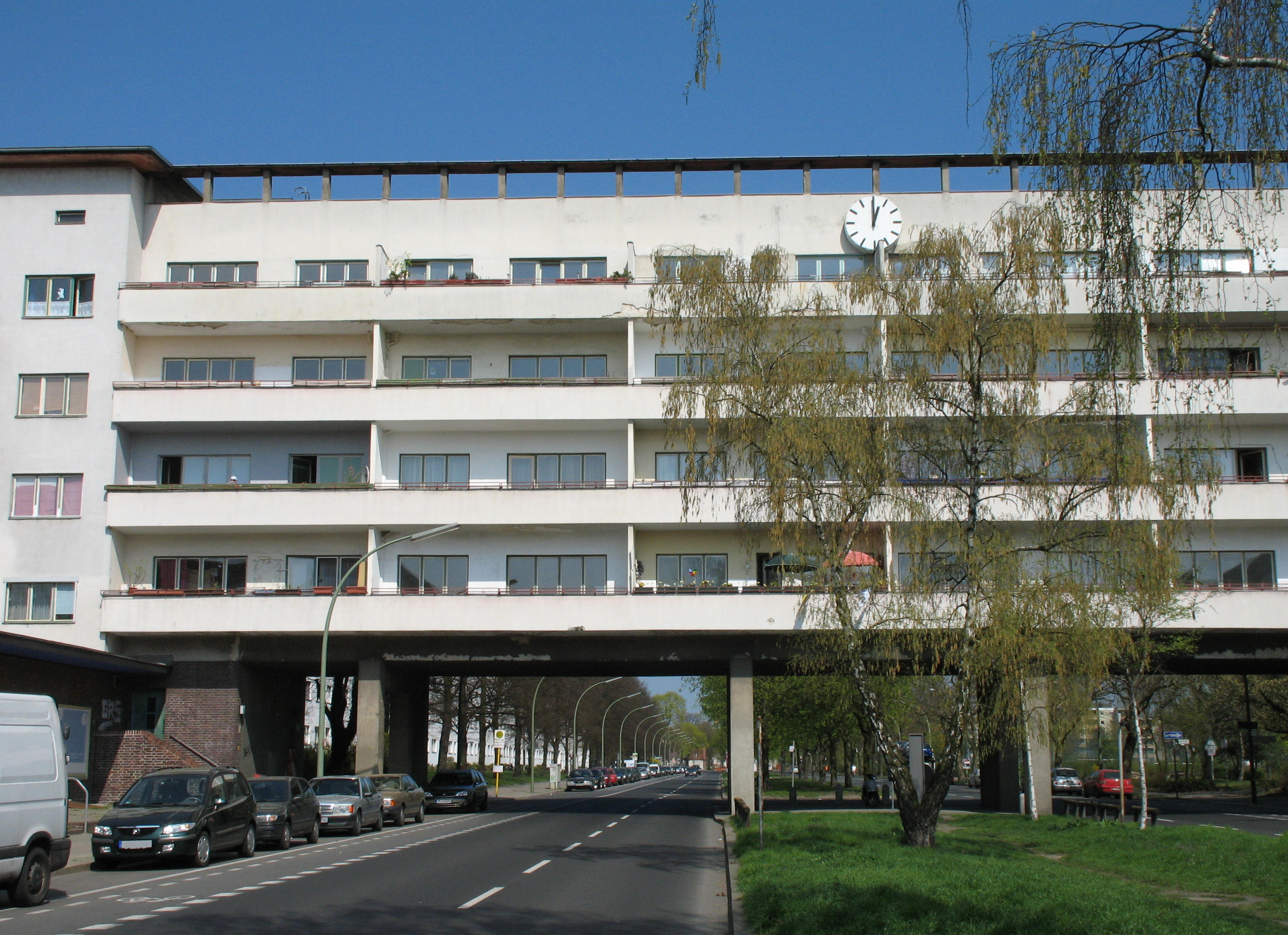
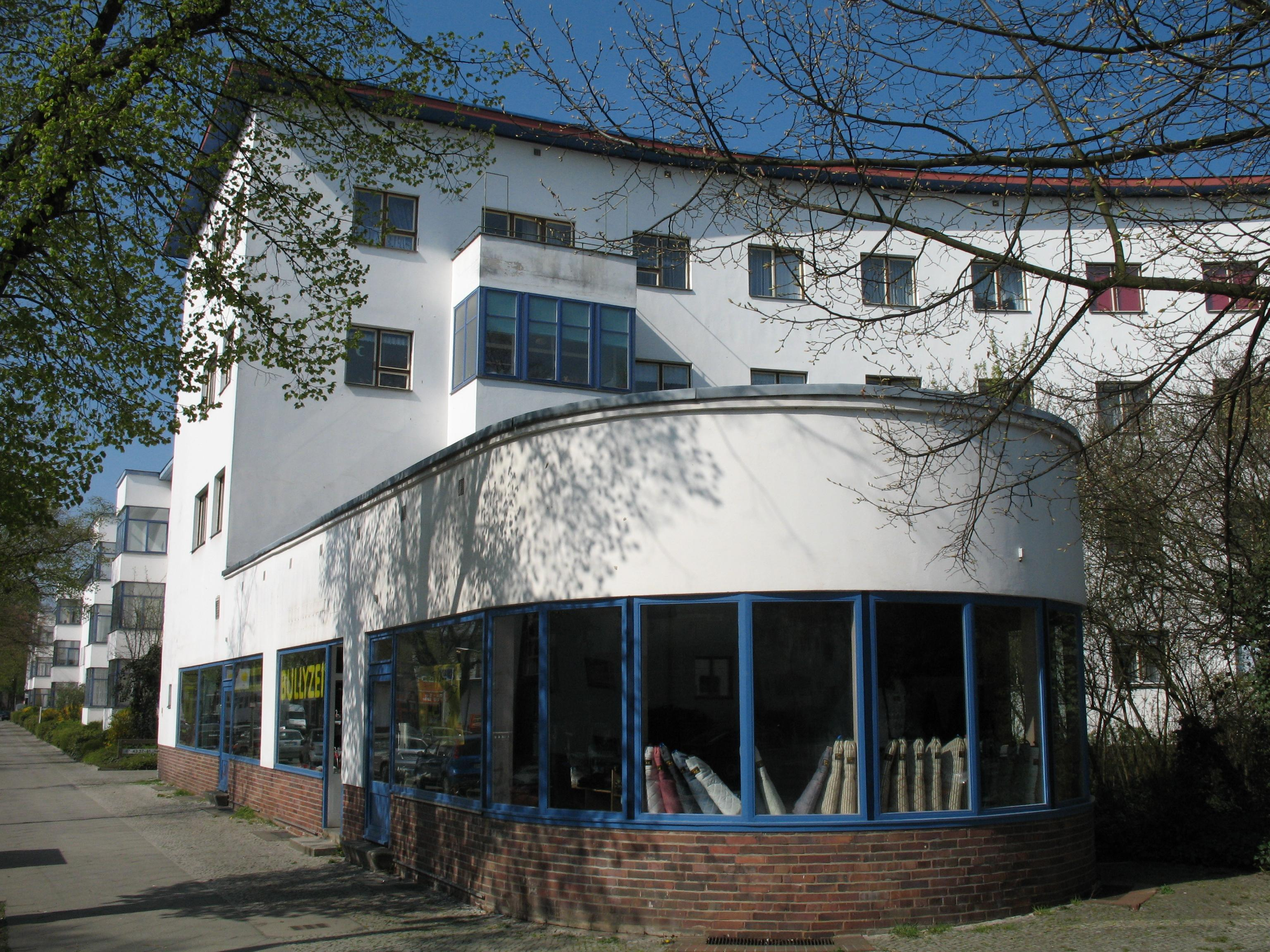
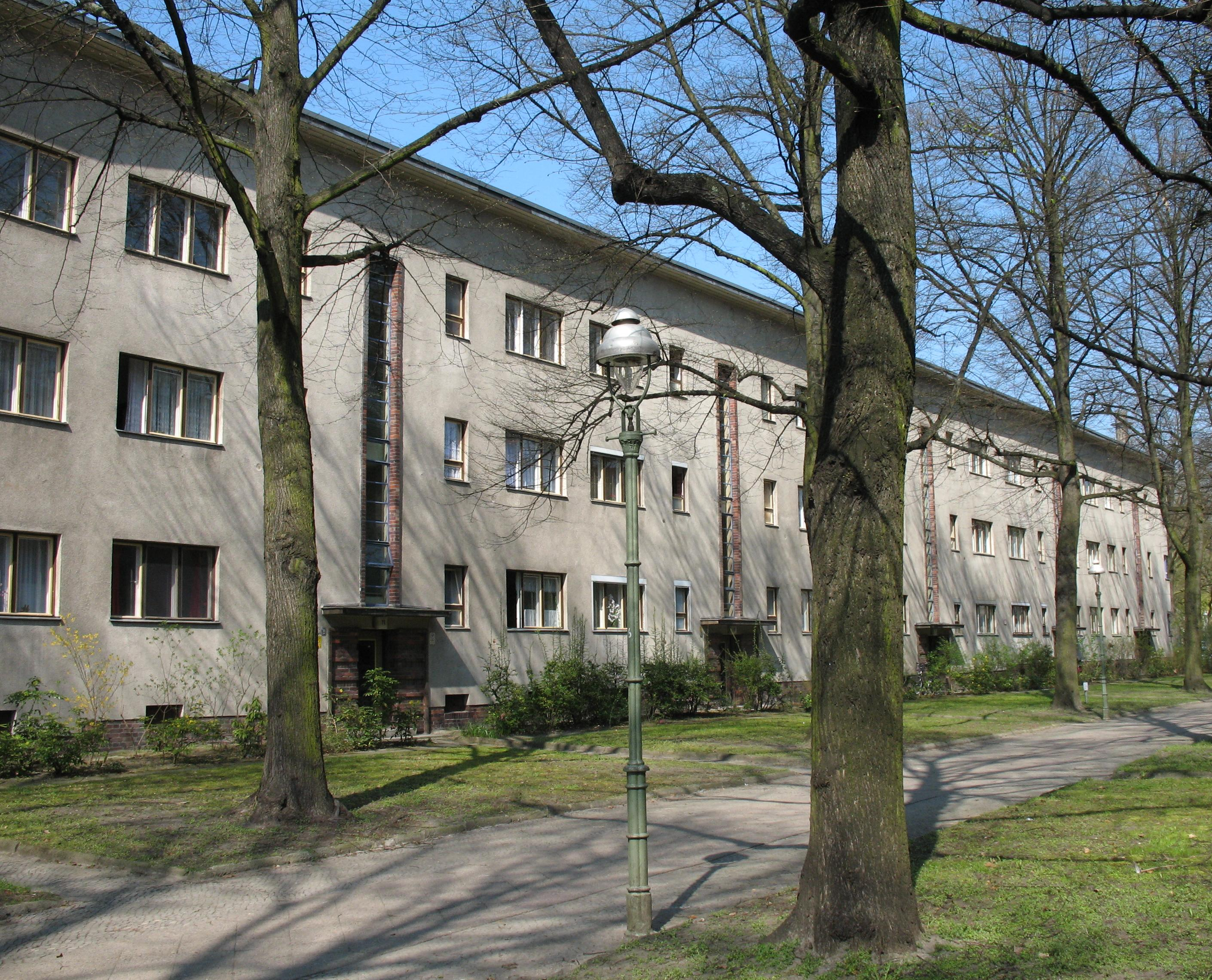
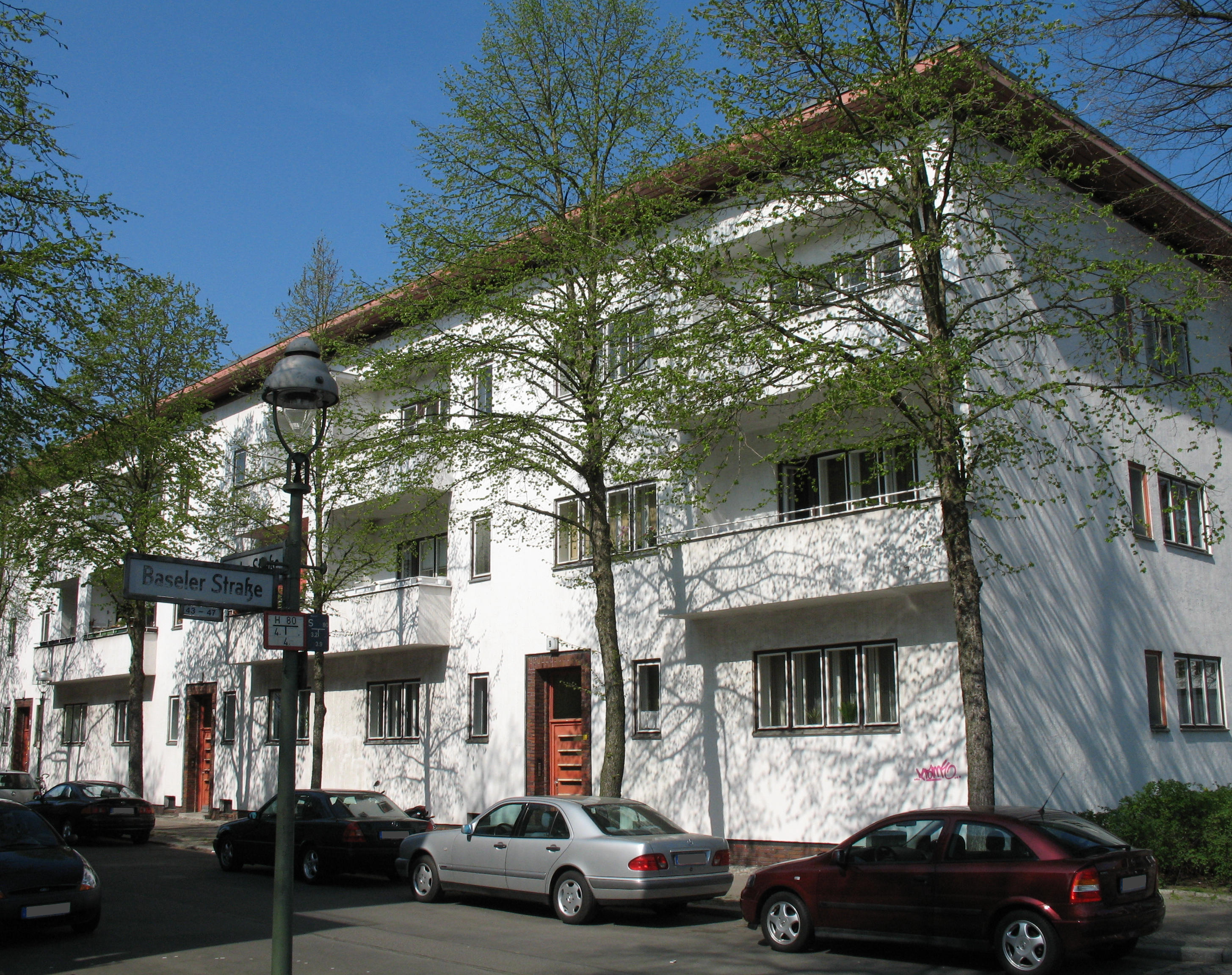

## 姉妹都市
- アントニー（フランス）